# Akumetsu
Akumetsu (アクメツ?) è un manga  scritto da Yoshiaki Tabata e disegnato da Yuki Yogo. I suoi 18 volumi sono stati pubblicati in Giappone tra il 2002 e il 2006 da Akita Shoten sulla rivista Weekly Shōnen Champion, mentre in Italia è stato pubblicato a cadenza mensile sotto etichetta J-Pop di Edizioni BD dall'11 ottobre 2007 al 21 giugno 2009.
L'edizione italiana è caratterizzata da alcune censure, in alcuni casi per via di scene violanti il copyright mentre in determinate pagine del capitolo 121 sono state modificate delle scene eccessivamente violente.
Il titolo, Akumetsu, non è un nome di fantasia né un nome reale, ma una parola kanji d'uso poco comune che significa "giustiziere del male". Rimanendo comunque uno shōnen, tratta tematiche delicate quali la corruzione delle istituzioni, il disagio sociale e l'arricchimento personale a scapito della società. Al centro di tutto vi è però la violenza, poiché il protagonista tramite essa ritiene di riuscire ad eliminare gli ostacoli che impediscono al paese di uscire dalla sua disastrosa situazione. Akumetsu però sa che eliminare il male del tutto è impossibile, ed infatti lui agisce solo perché ritiene che così facendo riporterà l'ordine per un breve periodo in Giappone. A quel punto tocca alle forze dell'ordine ed al popolo mantenere quell'ordine a lungo termine.

## Trama
In un Giappone gravato da depressione economica, corruzione rampante e onnipresente burocrazia, Sho Hazama, un ragazzo all'ultimo anno del liceo, decide di uccidere tutti i responsabili di questa situazione, dai banchieri ai capi della polizia. Per farlo indossa sul volto una maschera da demone e prende il nome di Akumetsu (giustiziere del male).
Tuttavia Sho non è un semplice ragazzo: possiede infatti il dono dell'immortalità e dell'ubiquità. L'origine di questi poteri rimane per i primi volumi sconosciuta. Dopo i primi omicidi Akumetsu entra in contatto con il succube Murase, il primo ministro giapponese, e gli dice che il suo piano per estirpare il male dal Giappone avverrà in trenta giorni, dopodiché se ne andrà. Tuttavia in quegli stessi giorni Murase dovrà attuare una serie di riforme per risanare il Giappone, altrimenti verrà ucciso. Da qui in poi fino al decimo volume Akumetsu continua ad uccidere i principali colpevoli della crisi impersonando ogni tipo di personaggio: da un samurai ad un pilota di auto da corsa, fino addirittura ad una rockstar, seguendo però sempre i suoi principi: l'obbiettivo di Akumetsu infatti non è l'uccidere i criminali, ma far riconoscere le proprie colpe a coloro che hanno fatto accumulare al Giappone un debito di circa 800.000.000.000 di yen. Per questo motivo prima di uccidere, servendosi di ripetitori posti in tutto il Giappone, si collega alle emittenti televisive giapponesi e riprendendo con una telecamera in diretta fa confessare al colpevole i propri crimini. Tuttavia visto che Akumetsu si giudica egli stesso malvagio paga ogni omicidio con la vita, ed infatti si suicida sempre ogni volta. Verso il volume tredici si spiega la verità su di Akumetsu. Durante la seconda guerra mondiale infatti, un uomo senza alcuno scrupolo, Jinguji, desiderava l'immortalità. Per questo fece costruire a degli scienziati una macchina per la clonazione umana, capace però di clonare solo quella persona. Ideò inoltre un sistema per trasferire la propria memoria in un clone. Servendosi di questo mezzo mandò i propri cloni in ogni parte del mondo, facendogli imparare ogni genere di nozione.
A quel punto riunì tutte quelle conoscenze in un solo clone, creando così un superuomo. Quest'ultimo però si innamorò di una ricercatrice, e per questo motivo decise di ribellarsi a Jinguji. In breve tempo riuscì a distruggere l'intera organizzazione creata dall'uomo. Nel farlo però venne ferito mortalmente e, come ultimo gesto, uccise con un colpo ad alta precisione Jinguji, attraversando il corpo della ricercatrice che quest'ultimo aveva preso in ostaggio senza ferirgli organi interni e colpendolo al cuore. La ricercatrice liberò quindi gli altri cloni, che vennero dati in adozione nelle varie parti del mondo. Tra questi cloni c'era lo Sho protagonista della storia. Normale ragazzo del liceo egli per caso incontra alcuni suoi cloni in Giappone, e rimette in funzione la macchina della clonazione. Contemporaneamente Katsuragi, il suo migliore amico, muore per colpa di un cancro causato da una medicina altamente cancerogena messa in vendita solo per guadagnare denaro e consapevolmente al riguardo dei rischi che si avevano nell'assumerla. Una volta morto Sho decide insieme ai suoi cloni di ricreare il superuomo e di ripulire dalla melma il Giappone. Dopo il lungo flashback riprende la storia. A meno di una settimana dallo scadere del tempo Akumetsu uccide in un solo colpo oltre trecento funzionari, rendendo così il Giappone estremamente vulnerabile alla criminalità. Per questo il governo, spaventato, chiede aiuto alla Yakuza, che torturando a morte uno Sho capisce che gli Akumetsu sono cloni. Nell'ultimo dei trenta giorni quindi convince il governo ad effettuare un colpo di Stato per deporre Murase e prendere il potere. Quindi in accordo con alcuni parlamentari, che hanno paura di essere uccisi da Akumetsu, manda un esercito nella scuola dello Sho protagonista della storia e minaccia di uccidere uno studente ogni dieci minuti se non si costituisce. Sho allora decide di farlo e gli dice dove si trova l'impianto di clonazione, dove però già precedentemente aveva piazzato una trappola, che fa esplodere la sala. Rimangono allora gli ultimi venti Akumetsu, che riescono sacrificando la propria vita ad uccidere i trecento soldati nella sede del governo e ad uccidere i capi della Yakuza liberando Murase e consegnando gli altri alla polizia.
Nel frattempo l'ultimo Sho nella scuola tenta di fuggire uccidendo i soldati, tuttavia alla fine di questa azione erano morti un insegnante e nove studenti. Inoltre Shiina, ragazza di cui Sho era innamorata viene ferita mortalmente. La prende quindi in braccio e la conduce in una laboratorio segreto, costruito dopo la morte di Katsuragi, nel quale è possibile clonare anche altre persone oltre a Sho. Mette quindi la maschera di Akumetsu a Shiina, poiché quella maschera è capace di inviare via satellite i ricordi di una persona ad un suo clone, e crea un clone di Shiina nel quale convivono i ricordi dei vari cloni di Akumetsu e di Shiina stessa. Sho invece muore. La storia si conclude quindi con Shiina, dieci anni dopo, che è diventata una giornalista ed intervista Murase, ormai diventato un vecchio senzatetto, che dice che inevitabilmente dopo la morte di Akumetsu i corrotti ed i truffatori erano di nuovo entrati a far parte del governo giapponese.

## Volumi
| Nº | Data di prima pubblicazione | Data di prima pubblicazione | Data di prima pubblicazione | Data di prima pubblicazione |
| Nº | Giapponese                  | Giapponese                  | Italiano                    | Italiano                    |
| -- | --------------------------- | --------------------------- | --------------------------- | --------------------------- |
| 1  | 6 febbraio 2003             | ISBN 4-253-20430-9          | 11 ottobre 2007             | ISBN 978-88-6123-140-5      |
| 2  | 10 aprile 2003              | ISBN 4-253-20431-7          | 2 novembre 2007             | ISBN 978-88-6123-141-2      |
| 3  | 26 giugno 2003              | ISBN 4-253-20432-5          | 14 dicembre 2007            | ISBN 978-88-6123-142-9      |
| 4  | 25 settembre 2003           | ISBN 4-253-20433-3          | 1º febbraio 2008            | ISBN 978-88-6123-207-5      |
| 5  | 11 dicembre 2003            | ISBN 4-253-20434-1          | 1º marzo 2008               | ISBN 978-88-6123-208-2      |
| 6  | 4 marzo 2004                | ISBN 4-253-20435-X          | 1º aprile 2008              | ISBN 978-88-6123-209-9      |
| 7  | 13 maggio 2004              | ISBN 4-253-20436-8          | 1º maggio 2008              | ISBN 978-88-6123-251-8      |
| 8  | 22 luglio 2004              | ISBN 4-253-20437-6          | 1º giugno 2008              | ISBN 978-88-6123-252-5      |
| 9  | 16 settembre 2004           | ISBN 4-253-20438-4          | 1º luglio 2008              | ISBN 978-88-6123-269-3      |
| 10 | 25 novembre 2004            | ISBN 4-253-20439-2          | 1º agosto 2008              | ISBN 978-88-6123-325-6      |
| 11 | 20 gennaio 2005             | ISBN 4-253-20791-X          | 1º ottobre 2008             | ISBN 978-88-6123-326-3      |
| 12 | 8 marzo 2005                | ISBN 4-253-20792-8          | 1º novembre 2008            | ISBN 978-88-6123-327-0      |
| 13 | 9 maggio 2005               | ISBN 4-253-20793-6          | 8 febbraio 2009             | ISBN 978-88-6123-383-6      |
| 14 | 8 agosto 2005               | ISBN 4-253-20794-4          | 22 febbraio 2009            | ISBN 978-88-6123-379-9      |
| 15 | 8 ottobre 2005              | ISBN 4-253-20795-2          | 29 marzo 2009               | ISBN 978-88-6123-400-0      |
| 16 | 8 dicembre 2005             | ISBN 4-253-20796-0          | 26 aprile 2009              | ISBN 978-88-6123-439-0      |
| 17 | 8 marzo 2006                | ISBN 4-253-20797-9          | 31 maggio 2009              | ISBN 978-88-6123-440-6      |
| 18 | 8 maggio 2006               | ISBN 4-253-20798-7          | 21 giugno 2009              | ISBN 978-88-6123-466-6      |

## Accoglienza
Lorenzo Campanini di MangaForever ha classificato Akumetsu come il quarto migliore manga con protagonista un assassino.